# Bo William Takter
Bo William Robert Takter (* 21. Mai 1937; † 7. Dezember 2021) war ein schwedischer Trabrennsportler.

## Leben
Takter begann seine Karriere als Trabrennfahrer und Trainer zum Ende der 1960er Jahre im schwedischen Norrköping. Seine damalige Heimatstrecke war die Trabrennbahn bei Mantorp (Mantorptravet). Er zeichnete sich vor allem durch innovatives Denken bei den Trainingsmethoden sowie bei der Ausrüstung aus. So ließ er Pferde als Barhufer (ohne Hufeisen) an den Start kommen. Er erwarb sich den Ruf, selbst durchschnittliche Pferde zu Höchstleistungen trainieren zu können. Zum Ende der 1970er Jahre zog er nach Malmö, wo er auf der Rennbahn in Jägersro tätig wurde. 1980 und 1983 wurde er Champion. Er gewann 1983 mit Micko Fripé das Travderby (schwedisches Traber-Derby). Zu einem seiner großen Erfolge zählt ebenfalls der Sieg im Hugo Åberg Memorial mit Martiné 1985.
Im September 1986 zog er mit einem beachtlichen Lot auf die Trabrennbahn Gelsenkirchen. Dort gewann er 1987 mit Pretty Countess das Deutsche Traber St. Leger. Mit Juis gewann Takter den Bayrischen Jugend-Preis in Daglfing. Einen Monat später fuhr er Juis zum Sieg im Panda-Pokal auf der Trabrennbahn Recklinghausen.
Am 31. Oktober 1989 erlitt Takter bei einem Treppensturz schwere Kopfverletzungen und fiel für 25 Tage ins Koma. Infolge seiner Verletzungen musste er seine Trainerkarriere beenden. Nach einer langen Rehabilitationszeit schaffte er es jedoch wieder, Rennen in Schweden und Deutschland zu fahren, konnte allerdings nicht mehr an seine ursprünglichen Leistungen anknüpfen.
Seine beiden Söhne Johnny und Jimmy Takter machten sich ebenfalls im Trabrennsport einen Namen.